# Санта-Жулиана
Санта-Жулиана (порт. Santa Juliana) — муниципалитет в Бразилии, входит в штат Минас-Жерайс. Составная часть мезорегиона Триангулу-Минейру-и-Алту-Паранаиба. Входит в экономико-статистический микрорегион Араша. Население составляет 12 698 человек на 2007 год. Занимает площадь 727,351 км². Плотность населения — 17,45 чел./км².
Праздник города — 17 декабря.

## История
Город основан 17 декабря 1938 года.

## Статистика
- Валовой внутренний продукт на 2007 год составляет 125 489 443,00 реалов (данные: Бразильский институт географии и статистики).
- Валовой внутренний продукт на душу населения на 2007 год составляет 16 072,05 реалов (данные: Бразильский институт географии и статистики).
- Индекс развития человеческого потенциала на 2007 год составляет 0,807 (данные: Программа развития ООН).

## География
Климат местности: тропический.